# 驿马街道
驿马街道是中华人民共和国广西壮族自治区北海市海城区下辖的一个乡镇级行政单位。

## 行政区划
驿马街道下辖以下地区：
白屋社区、怡海新村社区、湖海路社区、银湾社区、西塘社区、驿马村和西边垌村。